# Phyllocnistis tectonivora
Phyllocnistis tectonivora là một loài bướm đêm thuộc họ Gracillariidae, known from Java, Indonesia. Ấu trùng ăn Tectona grandis.